# Peter Högl
Peter Högl (* 19. August 1897 in Poxau, Landkreis Dingolfing; † 2. Mai 1945 in Berlin) war ein deutscher Kriminalbeamter und SS-Führer.

## Leben und Wirken
Nach dem Besuch der Volksschule erlernte Högl das Müllerhandwerk. Nach Ausbruch des Ersten Weltkriegs arbeitete er zunächst in einer Rüstungsfabrik, bevor er von 1916 bis 1918 aktiv am Krieg teilnahm, in dem er unter anderem mit dem Eisernen Kreuz 2. Klasse ausgezeichnet wurde. Nach der Entlassung aus der Armee im Jahr 1919 gehörte Högl vom 1. Oktober bis 31. Dezember 1919 der Schutzmannschaft München an.
Am 1. Januar 1920 wurde Högl in die bayerische Polizei aufgenommen. Am 27. Oktober 1921 heiratete er Maria Stein (* 9. Oktober 1901 in München). Aus der Ehe gingen zwei Töchter hervor. 1932 war er der Paul-Heyse-Polizeiwache im Rang eines Hauptwachtmeisters zugeteilt.
Im Frühjahr 1933 wurde Högl dem damals auf Veranlassung von Heinrich Himmler gebildeten „Kommando zum Schutz des Führers“ zugeteilt, das zusammen mit dem so genannten Führerbegleitkommando, einer bereits 1932 aufgebauten Schutzeinheit aus SS-Angehörigen, für den Personenschutz Adolf Hitlers zuständig war. Anders als das Begleitkommando bestand das Kriminalkommando aus professionellen Kriminalisten mit Personenschutzerfahrung, die den Nationalsozialisten infolge ihres Eintritts in die Regierung und des damit einhergehenden Zugriffs auf die Polizei zugänglich geworden waren. Abteilungsmäßig wurde Högl zu dieser Zeit von der Kriminalpolizei zur Bayerischen Politischen Polizei versetzt. Zum 1. Januar 1934 trat Högl in die NSDAP ein (Mitgliedsnummer 3.289.992).
Später im Jahr 1933 wurde das Kommando zum Schutz des Führers in Kriminalkommando umbenannt. Högl nahm innerhalb der Einheit, die schließlich als Reichssicherheitsdienst (RSD) ihren endgültigen Namen erhielt, den Rang des Stellvertreters des Kommandoführers Johann Rattenhuber ein.
Am Vormittag des 30. Juni 1934 beteiligte Högl sich an der von Hitler selbst angeführten Festnahme von Ernst Röhm und anderen hohen SA-Führern in der Pension Hanselbauer in Bad Wiessee. Högl übernahm es Röhm, nachdem Hitler in dessen Zimmer eingedrungen war und ihn für verhaftet erklärt hatte, zu bewachen, während er sich anzog.
Am 1. Juli 1934 wurde Högl mit dem Rest des Kriminalkommandos offiziell in die SS (SS-Nr. 249.998) eingegliedert, in der er in Entsprechung seines Polizeiranges gemäß dem Prinzip der Dienstgradangleichung sofort den Rang eines Obersturmführers erhielt. In den folgenden Jahren wurde Högl in der SS nacheinander zum Hauptsturmführer (30. Januar 1937) und Sturmbannführer (1. März 1940) befördert. Im Polizeidienst war Högl bereits im Frühjahr 1934 zum Kriminalkommissar ernannt worden. Später folgten Beförderungen zum Regierungsinspektor (Juli 1934) und zuletzt zum Kriminaldirektor (1944). Högl war zudem Inhaber des SS-Totenkopfringes, des SS-Ehrendegens und des Julleuchters.
Laut den Erinnerungen von Rochus Misch wurde am 29. April 1945 der festgenommene Hermann Fegelein an Högl übergeben. Högl stand auch dem Standgericht vor, das Fegelein in letzter Konsequenz wegen Hochverrates zum Tode verurteilte. Das Urteil wurde durch einen Mann des Reichssicherheitsdiensts vollstreckt.
Am 30. April 1945 erlebte Högl im Führerbunker unter der Reichskanzlei den Suizid von Adolf Hitler mit. Er starb am 2. Mai 1945 bei einem Ausbruchsversuch an der Weidendammer Brücke in Berlin durch sowjetischen MG-Beschuss.

## Beförderungen
- Frühjahr 1934: Kriminalkommissar
- Juli 1934: Regierungsinspektor
- 4. Juli 1934: SS-Obersturmführer
- 30. Januar 1937: SS-Hauptsturmführer
- 1. März 1940: SS-Sturmbannführer
- 1944: Kriminaldirektor